# Tsela
Tsela is een geslacht van vliesvleugeligen uit de familie Pteromalidae. De wetenschappelijke naam van dit geslacht is voor het eerst geldig gepubliceerd in 1988 door Boucek.

## Soorten
Het geslacht Tsela is monotypisch en omvat slechts de volgende soort:
- Tsela robusta Boucek, 1988